# Outrage (groupe)
Pour les articles homonymes, voir Outrage.
Outrage est un groupe de punk rock cuivré originaire des Pays de la Loire. Formé en 1996, il compte plus de 500 concerts en France et en Europe, aux côtés de Fishbone, Ska-P, Parabellum, Uncommonmenfrommars, Marcel et son Orchestre, Kargol's, Shakaponk, Les Sheriff, ZSK, La Ruda, Les Ramoneurs de menhirs, Lofofora, etc.

## Biographie

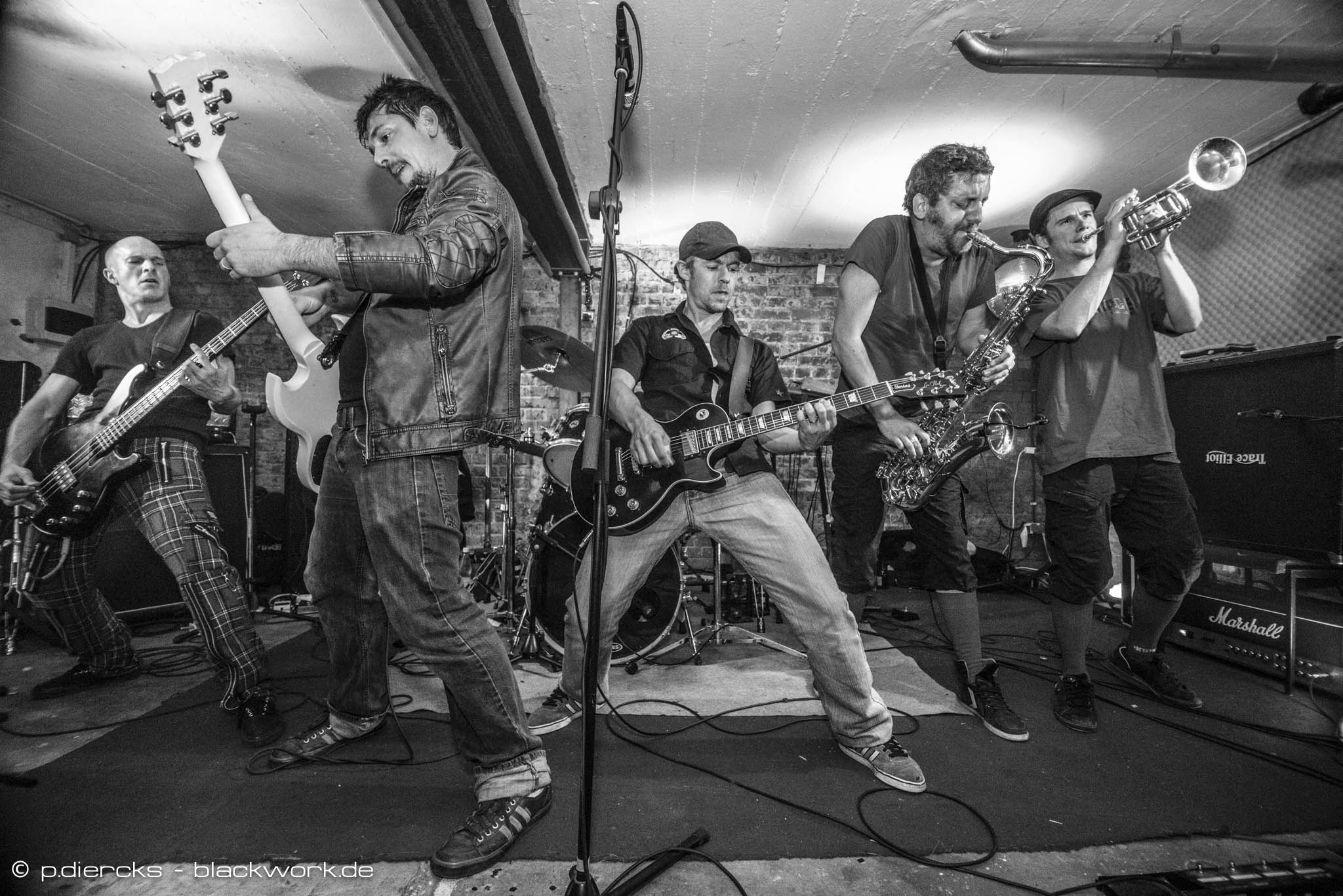
Outrage en 2014.

Outrage est formé en 1996 au Mans, dans la Sarthe comme de nombreux autres sur les bancs du collège. Le groupe s'étoffe et mute à force de millier d'heures de répètes et d'expulsions de locaux (caves, greniers, fermettes, locaux associatifs...). Leur premier EP, Persévérer !, est publié en 2000 et est bien accueilli par la presse spécialisée,. C'est, dès le début, le DIY (Do It Yourself) qui caractérise le son et le groupe : « la musique, l'harmonie, le tempo, on voulait l'apprendre nous-même, sans structure qui nous aurait formaté en nous empêchant de faire nos propres erreurs ».
Après un premier album studio, Le Souffle des fous, publié en 2002 et enregistré au Garage Hermétique par Nikotep, le groupe publie Irrécupérable, son deuxième opus, en 2005. Plusieurs chansons se retrouvent incluses dans des compilations à travers le monde. Ces premiers longs formats leur permettent d'obtenir pour la première fois une distribution nationale avec Tripsichord. Ils jouent à travers la France, la Belgique, l’Allemagne et les Pays-Bas avec d'autres groupes comme Archive, Shakaponk et Les Ogres de Barback.
En 2008 sort l'album Court-circuit puis en 2011 le groupe publie l'album-concept Ryzhom, une compilation de face B et de nouvelles chansons traitant des thèmes de la révolte. Ryzhom se caractérise par des sonorités punk, rock, stoner et ska, avec quelques éléments de musique arabe et de heavy metal.
En 2013 sort le coffret DVD-CD Eldorado Pagaille. L'album comprend de nouveaux titres, une session live et un reportage filmé par le groupe. Il fête en même temps, les 15 ans d'existence du groupe. Concernant cet album, le groupe écrit « qu'il est le brûlot punk-rock de l'année 2013 : Outrage, farouchement indépendant et incorruptible, vous offre l’album le plus abouti de sa carrière. »

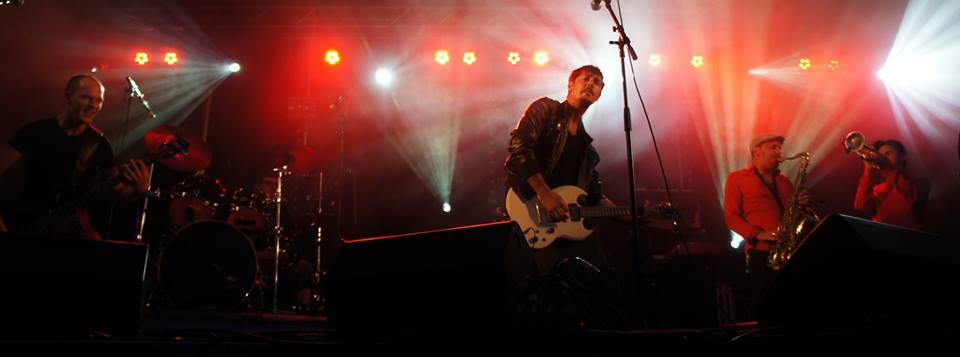
Outrage en concert en 2016.

En 2017, la septième publication du groupe, Villa Rotenburg, marque un virage artistique vers un nouveau style, l'« europunk ». Les mélodies y sont inspirées par différentes musiques traditionnelles européennes et les textes sont chantés dans plusieurs langues (français, anglais, allemand, italien, russe, espagnol, serbe, yiddish, roumain)
En 2022, Outrage sort son nouvel album Pavillon noir, marqué par le départ de Charles (ancien chanteur et guitariste) pour se concentrer sur son projet Çigàny Möhawk et un retour aux fondamentaux pour le groupe. Des morceaux punk-rock où les cuivres soufflent fort et les textes sont chantés en français.
Suite à cet album, le groupe signe avec le tourneur Rage Tour et se produit sur de nombreux festivals en France notamment l'Ardenn Rock, les Feux de l'été, On a plus 20 ans, etc. Cette nouvelle dynamique pousse le groupe à enregistrer et réaliser l'album intitulé Règne animal, sorti en avril 2025. Le morceau Carnage en Stéréo est une étonnante occasion de réunir Guizmo (Tryo), Niko Jones (Tagada Jones) et Irvin autour d'un refrain brut et fédérateur.

## Membres actuels
- Yves : batterie, chant
- Fouancis : basse, chant
- Jib's : guitare, chant
- Gniak : saxophone
- La Bert : trompette
- Askwell : technique

Anciens membres
- Charles : chant, guitare électrique, guitare classique, piano
- Yanou : trompette
- Djé : trombone

## Discographie
- 2000 : Persévérer ! (EP)
- 2002 : Le Souffle des fous
- 2005 : Irrécupérable
- 2008 : Court-circuit
- 2011 : Ryzhom
- 2013 : Eldorado Pagaille
- 2017 : Villa Rotenburg : Europunksongs
- 2022 : Pavillon noir
- 2025 : Règne animal